# Perramus
Perramus è un fumetto argentino scritto da Juan Sasturain e disegnato da Alberto Breccia, ambientato durante la dittatura militare argentina autodefinitasi Processo di riorganizzazione nazionale.
Fece la sua prima apparizione in Argentina nel 1985, pubblicata a puntate sulla rivista Fierro dell'editore La Urraca, ricevendo un premio da parte di Amnesty International.

## Trama
L'uomo senza nome detto Perramus, che non è altro che una marca di impermeabili, si scopre un giorno a vivere, senza memoria, sotto una dittatura che potrebbe essere quella cilena di Augusto Pinochet o quella argentina di Galtieri.
Posto di fronte al compito di disfarsi dei corpi dei desaparecidos, riesce a fuggire insieme a un uruguayano di nome Canelones. La fuga li porta sull'Isola del Guano, sul cui litorale vedono le situazioni più assurde (un bombardiere abbandonato insieme al suo pilota, dei politici yankees che si godono il fascino del paese tropicale, cineasti che vendono solo trailer cinematografici di film mai realizzati, ecc.). 
Incontrano Jorge Luis Borges di ritorno da Stoccolma, dove l'Accademia Svedese gli ha tributato l'atteso Premio Nobel. Borges è scampato a un agguato teso dai Marescialli di Santa Maria, in seguito alle dichiarazioni del Maestro al momento della consegna del premio.
L'enigmatico Perramus, il fosco Canelones e il paradossale Nemico finiscono per accompagnare Borges in un'avventura che li precipita di male in peggio, spedendoli dopo il tentativo di sequestro da parte degli scherani del governo sull'Isola di Mr. Whitesnow (palese richiamo a Henry Kissinger), la capitale mondiale del guano.
Sull'isola è attivo il Circo Isolano Clandestino, il solo gruppo che si oppone ancora al regime e alla sua assenza di fantasia. Il Circo è ciò che ancora rimane dell'antica tradizione circense dell'Isola, messa al bando dalla dittatura: la stessa parola “pagliaccio” è stata messa fuorilegge. Caduto nelle mani di Mr. Whitesnow, Borges è costretto a tenere conferenze a una platea di nani, mentre Canelones e il Nemico si fanno coinvolgere nelle attività di resistenza del Circo Isolano Clandestino. Ma un tentativo di scuotere le coscienze del popolo con un blitz circense in una fabbrica di guano fallisce davanti all'incapacità degli operai di divertirsi, cosa che mette in evidenza l'impasse di fronte al quale si trovano i rivoluzionari che, nelle parole del Nemico, oltre ad avere ragione devono anche convincere la maggioranza, perché una verità per pochi è quasi una menzogna.

## Personaggi e temi
Il protagonista della storia è un uomo senza memoria e senza nome. Perramus è un marchio, non un nome, come sottolinea un personaggio ma, in tempi di crisi dell'individuo e di esasperato individualismo, fa qualche differenza?
La storia di Perramus si svolge nella scoperta di un'America segreta, alle prese con una dittatura e una falsa democrazia, con “i contrasti tra le luci e le ombre, tra le angosce dietro le tende e le speranze oltre i vetri dell'Argentina appena uscita dalla Guerra Sucia”, fino all'incontro con Jorge Luis Borges, un Borges più impegnato politicamente, un guerrigliero che non somiglia certamente al vecchio taciturno e quasi cieco che viveva in mezzo ai libri. Il Borges, alla consegna del Nobel, dichiara per esempio che: “Un tempo mi preoccupavano i governi che facevano sparire certi libri dagli scaffali… poi ho capito che era più grave far sparire i lettori dalle loro case”. Alberto Breccia aveva collaborato con Héctor Oesterheld non solo su L'Eternauta ma anche su una biografia del Che Guevara, in seguito alla quale lo sceneggiatore venne rapito nel 1977 per poi entrare nel numero dei desaparecidos.
L'Isola in cui si svolge l'azione è un luogo allegorico della situazione tragicomica di ogni repubblica che vive una dittatura. La repubblica del guano basa sugli escrementi dei volatili la propria precaria economia, e i suoi abitanti sono pertanto costretti ad attendere con ansia una pioggia di guano per vedere risollevate le sorti stagnanti della propria nazione. Il tirapiedi di Mr. Whitesnow spiega così la situazione: “Il problema non è la merda. Al contrario, è la soluzione!”.
Il taglio della storia di Sasturain e Breccia è incentrato sull'estro, sul grottesco e sull'ironia, con continui capovolgimenti di fronte tra la resistenza e il regime di Mr. Whitesnow, fino allo sbarco sull'Isola dei gringos di Mr. Mastershit, che arriva con un progetto innovativo per sfruttare il “fenomeno fisiologico”, obbligando Mr. Whitesnow ad abbracciare la causa della resistenza per scacciare gli invasori dall'Isola. La sarabanda finale è il culmine del caos e del grottesco, che porta all'unica soluzione possibile: una rivoluzione dal sapore amaro di restaurazione.

## Edizioni italiane
- Edizioni L'isola Trovata – rivista Orient Express – La storia è pubblicata dal n. 23 del luglio/agosto 1984 al n. 29 del febbraio 1985.[2]
- Glénat, novembre 1987. Prima pubblicazione in volume integrale in lingua italiana.
- Edizione Produzione Cartoons (EPC) / Edizioni Comic Art – rivista L'Eternauta – La storia è pubblicata, con interruzioni, dal n. 45 del marzo 1986 (Edizione Produzione Cartoons) n. 92 del dicembre 1990 (Edizioni Comic Art).[2].
- Perramus. L'Integrale - 001 Edizioni -http://www.001edizioni.com/acquista/product/perramus-lintegrale/